# Censo dos Estados Unidos de 1940

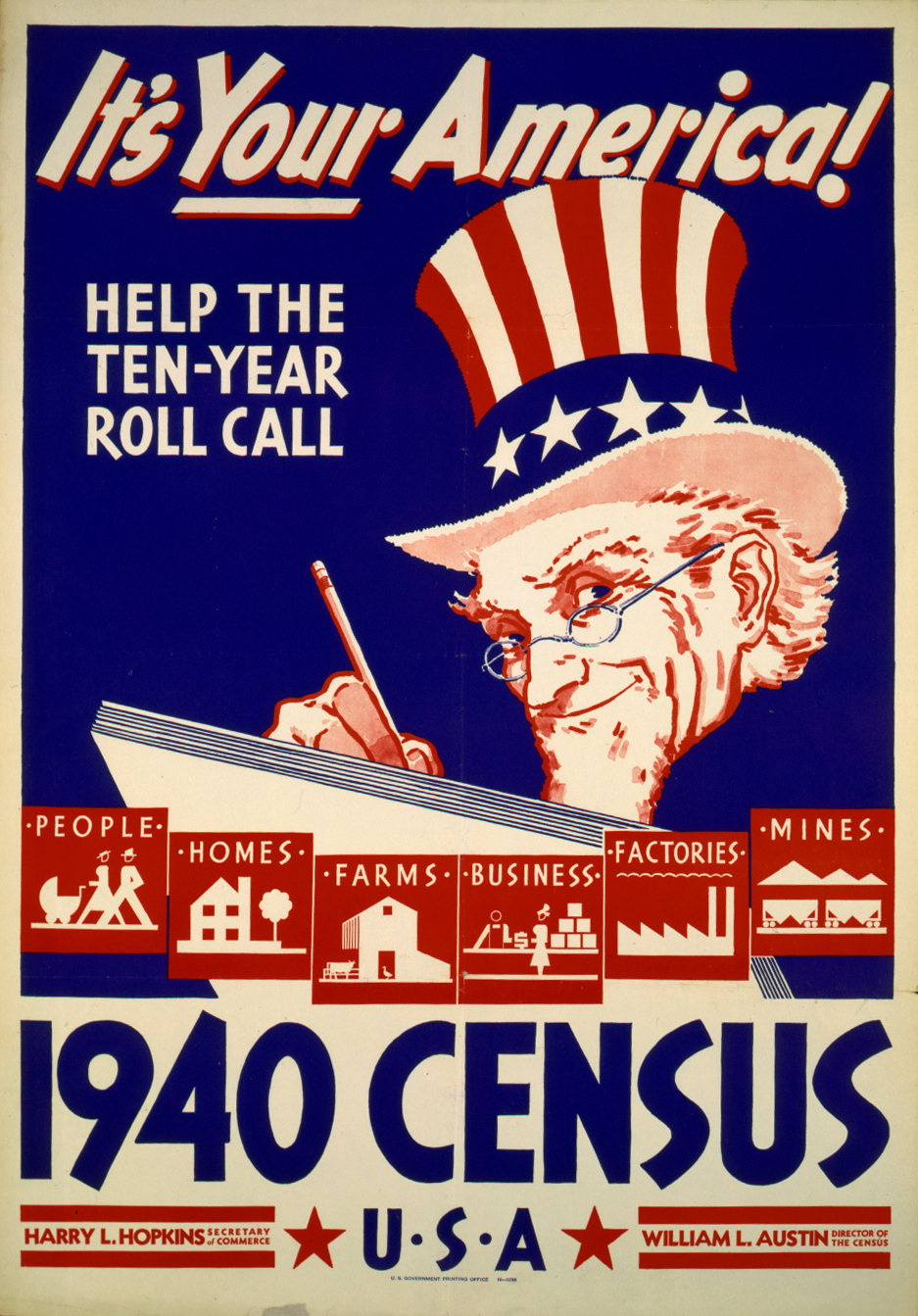
Poster do censo de 1940

O Censo dos Estados Unidos de 1940, conduzido pelo departamento do censo em 1º de abril de 1940, foi o décimo sexto censo dos Estados Unidos. Determinou a população residente dos Estados Unidos em 132.164.569 - um aumento de 7,3% sobre as 122.775.046 pessoas enumeradas durante o censo de 1930.
Uma série de novas perguntas foram feitas, incluindo onde as pessoas estavam cinco anos antes, o maior nível educacional alcançado e informações sobre salários. Este censo introduziu técnicas de amostragem; uma em cada 20 pessoas fez mais perguntas sobre o formulário do censo. Outras inovações incluíram um teste de campo do censo em 1939.

## População por estado
| Ranking | Estado               | População  |
| ------- | -------------------- | ---------- |
| 01      | Nova Iorque          | 13,479,142 |
| 02      | Pensilvânia          | 9,900,180  |
| 03      | Illinois             | 7,897,241  |
| 04      | Ohio                 | 6,907,612  |
| 05      | Califórnia           | 6,907,387  |
| 06      | Texas                | 6,414,824  |
| 07      | Michigan             | 5,256,106  |
| 08      | Massachusetts        | 4,316,721  |
| 09      | Nova Jérsia          | 4,160,165  |
| 10      | Missouri             | 3,784,664  |
| 11      | Carolina do Norte    | 3,571,623  |
| 12      | Indiana              | 3,427,796  |
| 13      | Wisconsin            | 3,137,587  |
| 14      | Geórgia              | 3,123,723  |
| 15      | Tennessee            | 2,915,841  |
| 16      | Kentucky             | 2,845,627  |
| 17      | Alabama              | 2,832,961  |
| 18      | Minnesota            | 2,792,300  |
| 19      | Virgínia             | 2,677,773  |
| 20      | Iowa                 | 2,538,268  |
| 21      | Luisiana             | 2,363,880  |
| 22      | Oklahoma             | 2,336,434  |
| 23      | Mississippi          | 2,183,796  |
| 24      | Virgínia Ocidental   | 1,961,974  |
| 25      | Arkansas             | 1,949,387  |
| 26      | Carolina do Sul      | 1,899,804  |
| 27      | Flórida              | 1,897,414  |
| 28      | Maryland             | 1,821,244  |
| 29      | Kansas               | 1,801,028  |
| 30      | Washington           | 1,736,191  |
| 31      | Connecticut          | 1,709,242  |
| 32      | Nebraska             | 1,315,834  |
| 33      | Colorado             | 1,123,296  |
| 34      | Óregon               | 1,089,684  |
| 35      | Maine                | 847,226    |
| 36      | Rhode Island         | 713,346    |
| X       | Distrito de Columbia | 663,091    |
| 37      | Dakota do Sul        | 642,961    |
| 38      | Dakota do Norte      | 641,935    |
| 39      | Montana              | 559,456    |
| 40      | Utah                 | 550,310    |
| 41      | Novo México          | 531,818    |
| 42      | Idaho                | 524,873    |
| 43      | Arizona              | 499,261    |
| 44      | Nova Hampshire       | 491,524    |
| X       | Havaí                | 423,330    |
| 45      | Vermont              | 359,231    |
| 46      | Delaware             | 266,505    |
| 47      | Wyoming              | 250,742    |
| 48      | Nevada               | 110,247    |
| X       | Alasca               | 72,524     |

## População por cidade
| Ranking | Cidade         | Estado               | População | Região       |
| ------- | -------------- | -------------------- | --------- | ------------ |
| 01      | Nova Iorque    | Nova Iorque          | 7,454,995 | Nordeste     |
| 02      | Chicago        | Illinois             | 3,396,808 | Centro-Oeste |
| 03      | Filadélfia     | Pensilvânia          | 1,931,334 | Nordeste     |
| 04      | Detroit        | Michigan             | 1,623,452 | Centro-Oeste |
| 05      | Los Angeles    | Califórnia           | 1,504,277 | Oeste        |
| 06      | Cleveland      | Ohio                 | 878,336   | Centro-Oeste |
| 07      | Baltimore      | Maryland             | 859,100   | Sul          |
| 08      | St. Louis      | Missouri             | 816,048   | Centro-Oeste |
| 09      | Boston         | Massachusetts        | 770,816   | Nordeste     |
| 10      | Pittsburgh     | Pensilvânia          | 671,659   | Nordeste     |
| 11      | Washington     | Distrito de Columbia | 663,091   | Sul          |
| 12      | São Francisco  | Califórnia           | 634,536   | Oeste        |
| 13      | Milwaukee      | Wisconsin            | 587,472   | Centro-Oeste |
| 14      | Buffalo        | Nova Iorque          | 575,901   | Nordeste     |
| 15      | Nova Orleães   | Luisiana             | 494,537   | Sul          |
| 16      | Minneapolis    | Minnesota            | 492,370   | Centro-Oeste |
| 17      | Cincinnati     | Ohio                 | 455,610   | Centro-Oeste |
| 18      | Newark         | Nova Jérsia          | 429,760   | Nordeste     |
| 19      | Kansas City    | Missouri             | 399,178   | Centro-Oeste |
| 20      | Indianápolis   | Indiana              | 386,972   | Centro-Oeste |
| 21      | Houston        | Texas                | 384,514   | Sul          |
| 22      | Seattle        | Washington           | 368,302   | Oeste        |
| 23      | Rochester      | Nova Iorque          | 324,975   | Nordeste     |
| 24      | Denver         | Colorado             | 322,412   | Oeste        |
| 25      | Louisville     | Kentucky             | 319,077   | Sul          |
| 26      | Columbus       | Ohio                 | 306,087   | Centro-Oeste |
| 27      | Portland       | Óregon               | 305,394   | Oeste        |
| 28      | Atlanta        | Geórgia              | 302,288   | Sul          |
| 29      | Oakland        | Califórnia           | 302,163   | Oeste        |
| 30      | Jersey City    | Nova Jérsia          | 301,173   | Nordeste     |
| 31      | Dallas         | Texas                | 294,734   | Sul          |
| 32      | Memphis        | Tennessee            | 292,942   | Sul          |
| 33      | Saint Paul     | Minnesota            | 287,736   | Centro-Oeste |
| 34      | Toledo         | Ohio                 | 282,349   | Centro-Oeste |
| 35      | Birmingham     | Alabama              | 267,583   | Sul          |
| 36      | San Antonio    | Texas                | 253,854   | Sul          |
| 37      | Providence     | Rhode Island         | 253,504   | Nordeste     |
| 38      | Akron          | Ohio                 | 244,791   | Centro-Oeste |
| 39      | Omaha          | Nebraska             | 223,844   | Centro-Oeste |
| 40      | Dayton         | Ohio                 | 210,718   | Centro-Oeste |
| 41      | Syracuse       | Nova Iorque          | 205,967   | Nordeste     |
| 42      | Oklahoma City  | Oklahoma             | 204,424   | Sul          |
| 43      | San Diego      | Califórnia           | 203,341   | Oeste        |
| 44      | Worcester      | Massachusetts        | 193,694   | Nordeste     |
| 45      | Richmond       | Virgínia             | 193,042   | Sul          |
| 46      | Fort Worth     | Texas                | 177,662   | Sul          |
| 47      | Jacksonville   | Flórida              | 173,065   | Sul          |
| 48      | Miami          | Flórida              | 172,172   | Sul          |
| 49      | Youngstown     | Ohio                 | 167,720   | Centro-Oeste |
| 50      | Nashville      | Tennessee            | 167,402   | Sul          |
| 51      | Hartford       | Connecticut          | 166,267   | Nordeste     |
| 52      | Grand Rapids   | Michigan             | 164,292   | Centro-Oeste |
| 53      | Long Beach     | Califórnia           | 164,271   | Oeste        |
| 54      | New Haven      | Connecticut          | 160,605   | Nordeste     |
| 55      | Des Moines     | Iowa                 | 159,819   | Centro-Oeste |
| 56      | Flint          | Michigan             | 151,543   | Centro-Oeste |
| 57      | Salt Lake City | Utah                 | 149,934   | Oeste        |
| 58      | Springfield    | Massachusetts        | 149,554   | Nordeste     |
| 59      | Bridgeport     | Connecticut          | 147,121   | Nordeste     |
| 60      | Norfolk        | Virgínia             | 144,332   | Sul          |
| 61      | Yonkers        | Nova Iorque          | 142,598   | Nordeste     |
| 62      | Tulsa          | Oklahoma             | 142,157   | Sul          |
| 63      | Scranton       | Pensilvânia          | 140,404   | Nordeste     |
| 64      | Paterson       | Nova Jérsia          | 139,656   | Nordeste     |
| 65      | Albany         | Nova Iorque          | 130,577   | Nordeste     |
| 66      | Chattanooga    | Tennessee            | 128,163   | Sul          |
| 67      | Trenton        | Nova Jérsia          | 124,697   | Nordeste     |
| 68      | Spokane        | Washington           | 122,001   | Oeste        |
| 69      | Kansas City    | Kansas               | 121,458   | Centro-Oeste |
| 70      | Fort Wayne     | Indiana              | 118,410   | Centro-Oeste |
| 71      | Camden         | Nova Jérsia          | 117,536   | Nordeste     |
| 72      | Erie           | Pensilvânia          | 116,955   | Nordeste     |
| 73      | Fall River     | Massachusetts        | 115,428   | Nordeste     |
| 74      | Wichita        | Kansas               | 114,966   | Centro-Oeste |
| 75      | Wilmington     | Delaware             | 112,504   | Sul          |
| 76      | Gary           | Indiana              | 111,719   | Centro-Oeste |
| 77      | Knoxville      | Tennessee            | 111,580   | Sul          |
| 78      | Cambridge      | Massachusetts        | 110,879   | Nordeste     |
| 79      | Reading        | Pensilvânia          | 110,568   | Nordeste     |
| 80      | New Bedford    | Massachusetts        | 110,341   | Nordeste     |
| 81      | Elizabeth      | Nova Jérsia          | 109,912   | Nordeste     |
| 82      | Tacoma         | Washington           | 109,408   | Oeste        |
| 83      | Canton         | Ohio                 | 108,401   | Centro-Oeste |
| 84      | Tampa          | Flórida              | 108,391   | Sul          |
| 85      | Sacramento     | Califórnia           | 105,958   | Oeste        |
| 86      | Peoria         | Illinois             | 105,087   | Centro-Oeste |
| 87      | Somerville     | Massachusetts        | 102,177   | Nordeste     |
| 88      | Lowell         | Massachusetts        | 101,389   | Nordeste     |
| 89      | South Bend     | Indiana              | 101,268   | Centro-Oeste |
| 90      | Duluth         | Minnesota            | 101,065   | Centro-Oeste |
| 91      | Charlotte      | Carolina do Norte    | 100,899   | Sul          |
| 92      | Utica          | Nova Iorque          | 100,518   | Nordeste     |
| 93      | Waterbury      | Connecticut          | 99,314    | Nordeste     |
| 94      | Shreveport     | Luisiana             | 98,167    | Sul          |
| 95      | Lynn           | Massachusetts        | 98,123    | Nordeste     |
| 96      | Evansville     | Indiana              | 97,062    | Centro-Oeste |
| 97      | Allentown      | Pensilvânia          | 96,904    | Nordeste     |
| 98      | El Paso        | Texas                | 96,810    | Sul          |
| 99      | Savannah       | Geórgia              | 95,996    | Sul          |
| 100     | Little Rock    | Arkansas             | 88,039    | Sul          |